# Peresiella acuminatobranchiata
Peresiella acuminatobranchiata är en ringmaskart som beskrevs av Thomassin 1970. Peresiella acuminatobranchiata ingår i släktet Peresiella och familjen Capitellidae. Inga underarter finns listade i Catalogue of Life.